# Isabelle Adjaniová
Isabelle Adjaniová, nepřechýleně Isabelle Adjani [izab'el adžan'i] (* 27. června 1955, Gennevilliers, Hauts-de-Seine) je francouzská divadelní a filmová herečka a zpěvačka, členka divadla Comédie-Française.

## Život a kariéra
Za filmy Posedlost (1981), Vražedné léto (1983), Camille Claudelová (1988), Královna Margot (1994) a La Journée de la jupe (2009) byla Isabelle Adjaniová oceněna Césarem v kategorii nejlepší herečka. V roce 1981 na filmovém festivalu v Cannes získala ocenění jako nejlepší herečka za filmy Posedlost a Quartet. Byla také dvakrát nominována na Oscara v kategorii nejlepší herečka.

## Filmografie (výběr)
- Facka (r. Claude Pinoteau, 1974)
- Příběh Adély H. (r. François Truffaut, 1975)
- Nájemník (r. Roman Polański, 1976)
- Barocco (r. André Téchiné, 1976)
- Upír Nosferatu (r. Werner Herzog, 1979)
- Sestry Brontëovy (r. André Téchiné, 1979)
- Quartet (r. James Ivory, 1981)
- Posedlost (r. Andrzej Żuławski, 1981)
- Možná v příštím roce (r. Jean-Loup Hubert, 1981)
- Vražedné léto (r. Jean Becker, 1983)
- Camille Claudelová (r. Bruno Nuytten, 1988)
- Královna Margot (r. Patrice Chéreau, 1994)
- Ďábelská lest (r. Jeremiah S. Chechik, 1996)
- Šťastnou cestu (r. Jean-Paul Rappeneau, 2003)
- La Journée de la jupe (r. Jean-Paul Lilienfeld, 2008)
- Na mamuta! (r. Gustave de Kervern, Benoît Delépine, 2010)
- Diane de Poitiers (r. Josée Dayan, 2022)